# Élections législatives de 1791 dans la Mayenne
Les élections législatives françaises de 1791 se déroulent le 6 septembre 1791. Dans la Mayenne, huit députés  sont à élire dans le cadre d'un scrutin plurinominal majoritaire.

## Mode de scrutin
En vertu des sections II et III du chapitre premier de la Constitution de 1791, les députés de la Assemblée nationale législative sont élus au suffrage censitaire indirect.
Au premier degré, seuls peuvent voter les "citoyens actifs", c'est-à-dire les citoyens satisfaisant aux cinq conditions suivantes :
- être âgé d'au moins 25 ans ;
- être domicilié dans le département de la Mayenne depuis au moins une année ;
- payer une contribution directe d'au moins trois livres ;
- être propriétaire ou usufruiter de biens dépassant un certain montant (variable en fonction des territoires) ;
- ne pas être dans un état de domesticité.

Ces citoyens actifs, réunis dans les assemblées primaires, désignent les électeurs, à raison d'un électeur pour cent citoyens actifs.
Au second degré, ces électeurs élisent les huit députés et les suppléants du département.

## Élus

### Députés
| Ordre obtenu au vote | Député élu                         |  | Parti      | Voix |
| -------------------- | ---------------------------------- |  | ---------- | ---- |
| 6e                   | François Joachim Esnue-Lavallée    |  | Girondins  | 153  |
| 4e                   | François Grosse-Durocher           |  | Girondins  | 152  |
| 7e                   | César Chevalier-Malibert           |  | Marais     | 170  |
| 3e                   | François-Pierre-Marie-Anne Paigis  |  | Feuillants | 202  |
| 2e                   | Jacques-François Bissy             |  | Girondins  | 204  |
| 8e                   | Gilles-Louis Richard               |  | Feuillants | 124  |
| 5e                   | Joseph François Dupont-Grandjardin |  | Marais     |      |
| 1re                  | Mathurin Julien Dalibourg          |  | Marais     | 176  |
|                      |                                    |  | Votants    | 272  |

### Suppléants
| Suppléant élu                     |  | Parti     | Ordre obtenu au vote |
| --------------------------------- |  | --------- | -------------------- |
| François Serveau-Touchevalier     |  | Marais    | 2e suppléant         |
| René-François Plaichard Choltière |  | Marais    | 1er suppléant        |
| Charles Jourdain-Durocher         |  | Girondins | 3e suppléant         |

## Contexte
En août 1791,les électeurs sont réunis à l'Église des Cordeliers de Laval, sous la présidence de l'évêque Noël-Gabriel-Luce Villar, pour nommer les députés à l'Assemblée législative. Les Mayennais, furieux d'avoir vu Laval supplanter leur ville comme chef-lieu du département et siège de l'évêché constitutionnel, se coalisèrent pour faire échec aux candidats de la cité rivale.
En vain les Lavallois prônaient Enjubault-Bouessay et Plaichard. Le 30 août 1791, Richard de Villiers enlève le huitième siège. Plaichard est député-suppléant de la Mayenne à l'Assemblée législative.
Pour nommer les suppléants : deux scrutins ne donnèrent pas de résultat ; au troisième, Plaichard obtint 134 voix, François Serveau-Touchevalier, d'Evron, 112 ; ils furent désignés comme suppléants, avec Jourdain-Durocher, d'Ernée, en troisième lieu.